# D-Irie
D-Irie (* 1981 in Berlin; bürgerlich Denis Quist) ist ein deutschsprachiger Rapper. Bekannt wurde er im Herbst 2006 mit seiner Debütsingle Was jetzt los!?!.

## Biografie
D-Irie wurde als Sohn eines aus Ghana stammenden Reggaemusikers und einer Deutschen geboren. Nachdem sein Vater wegen einer Straftat zunächst zu einer Gefängnisstrafe verurteilt und schließlich abgeschoben wurde, wuchs er allein bei seiner Mutter auf. Ein Versuch, in einen Elektroladen einzubrechen, blieb Mitte der 1990er Jahre ungeahndet, da er mit seinen 13 Jahren noch nicht strafmündig war. Weitere Vergehen folgten.
Erst 2001 wandte D-Irie sich seiner musikalischen Laufbahn zu, nachdem er den Berliner Rapper Big Sal und den Breakdancer Crazy B kennengelernt hatte. Beide förderten sein Talent und nahmen ihn schließlich auf ihrem 2004 in Berlin-Wedding gegründeten Musiklabel Shok-Muzik unter Vertrag. Erste Veröffentlichungen von D-Irie erschienen auf den Kompilationen des Labels. Im August 2005 brachte er zusammen mit dem Rapper Crackaveli schließlich sein Debütalbum Doppeltes Risiko auf den Markt.
Der erste kommerzielle Erfolg gelang D-Irie 2006 mit der Single Was jetzt los!?!, die von der Warner Music Group vertrieben und beworben wurde. Nach der Premiere des zugehörigen Videos belegte sie im Oktober 2006 kurzzeitig den ersten Platz der Zuschauercharts des deutschen Musiksenders MTV. Nach der Veröffentlichung erreichte sie auch die deutschen Singlecharts auf Platz 49. Mit seinem im Februar 2007 erschienenen Album Live dabei verfehlte er nach Informationen von Media Control den Eintritt in die Album-Top-100 mit dem 106. Platz knapp.

## Diskografie

### Alben/Mixtapes
- 2004: Was los (Shok Muzik Sampler)
- 2004: Halbwelt Anonym Mixtape I (Mixtape)
- 2005: Doppeltes Risiko (Kollaboalbum mit Crackaveli)
- 2006: Gangster Rap (Shok Muzik Sampler)
- 2007: Live dabei (Soloalbum)
- 2008: Schach matt (Shok Muzik Sampler)

### Singles
- 2005: Leise rieselt der Schnee
- 2005: Nur die Starken
- 2006: Gangster Rap
- 2006: Was jetzt los!?!
- 2007: Ich bin anders

### Sonstige
- 2004: Was los (Videoremix)
- 2005: Nur die Starken (mit Crackaveli) (Video – Internet Exclusive)
- 2005: Der Angriff (mit Ufuk Şahin) (Diss gegen Bushido, Kool Savas, Azad, Aggro Berlin, Curse, Eko Fresh und Bass Sultan Hengzt)
- 2006: Ich bin anders (Juice-Exclusive! auf der Juice-CD #68)
- 2006: Juice Exclusive (Juice Exclusive! auf der Juice-CD #71)
- 2006: Was jetzt los!?! – Diss gegen Aggro Berlin, insbesondere Fler und B-Tight
- 2006: Der Angriff Part 2 (feat. Ufuk Sahin) – Diss gegen Fler, Bass Sultan Hengzt, Alpa Gun und Massiv
- 2006: Ist mir egal – Diss gegen Aggro Berlin, MC Bogy, Kool Savas, Eko Fresh, Bushido und Curse
- 2007: Das ist Gangsta (mit Crackaveli, Ufuk Sahin und Baba Kaan) – Diss gegen Massiv und Azad
- 2007: Ich bin anders (Juice Exclusive! auf Juice-CD #73 und Video)
- 2008: Komm und friss die Klinge (Baba Kaan und Ufuk Sahin) (Diss gegen Azad)
- 2012: Produkt des Systems (Internet Exclusive)